# Ист Олтон (Илиноис)
Ист Олтон (енгл. East Alton) град је у америчкој савезној држави Илиноис.

## Демографија
По попису из 2010. године број становника је 6.301, што је 529 (-7,7%) становника мање него 2000. године.
| Група             | 2000.         | 2010.         |
| Белци             | 6.561 (96,1%) | 5.949 (94,4%) |
| Афроамериканци    | 64 (0,9%)     | 119 (1,9%)    |
| Азијати           | 26 (0,4%)     | 16 (0,3%)     |
| Хиспаноамериканци | 70 (1,0%)     | 76 (1,2%)     |
| Укупно            | 6.830         | 6.301         |